# Joris van de Sande
Joris Michiel van de Sande (Schagen, Noord-Holland, 25 juli 1978) is een Nederlands acteur.
Hij speelde naast Hugo Metsers III de hoofdrol in de speelfilm Gay uit 2004 van regisseur Tom Six. Daarnaast was hij te zien in de soapserie Onderweg Naar Morgen, reclames en diverse theaterproducties.
Hij volgde een acteeropleiding bij De Trap te Amsterdam.